# 국도 제13호선 (핀란드)
국도 제13호선(핀란드어: Valtatie 13, 스웨덴어: Riksväg 13)은 핀란드의 코콜라에서 라펜란타까지 이어주는 총 연장 499km의 거리를 가진 핀란드의 일반 국도로, 1급 국도로 취급하는 국도 노선이다. 주요 경유지는 주로 크로노뷔, 까우느티넨, 베텔리, 페르호, 키야르비, 카르스툴라, 사리얘르비, 애네코스키, 우라이넨, 라우카, 이위배스퀼래, 토이바카, 캥거스니에미, 미켈리, 사비타이팔레, 레미, 타이팔사리 등이 있어, 이들 모두 중간 경유지로 거친다.